# Gelato
Gelato (dʒeˈlaːto; flertal: gelati) er det italienske ord for is  der er fremstillet af sukker og mælk med omkring 3,25% mælkefedt, og det har derfor generelt en lavere fedtprocent end andre typer frosne desserter. Gelato indeholder normalt 70% mindre luft og andre smagsstoffer en andre typer frosne desserter, hvilket giver det en densitet og smag, der adskiller sig fra andet is.
Ordet stammer det latinske 'gelātus, der betyder frossen.
Traditionelle smagsvarianter består af vanilje, chokolade, hasselnød, pistacie, mælk  og stracciatella (fior di latte gelato med chokoladestykker). Fior di latte ("mælkemel") er den rene isbase uden smag eller æg. Mere moderne smagsvarianter tæller frugtsmag som hindbær, jordbær, æble, citron og ananas.